# Juan Antonio González Crespo
Juan Antonio González Crespo (Montevideo, 27 maggio 1972) è un ex calciatore uruguaiano, di ruolo attaccante.
È stato due volte capocannoniere della Primera División uruguaiana. Nel 2008, dopo il ritiro, comincia a lavorare come autista di autobus.